# Zeche Alte Haase
Die Zeche Alte Haase ist eine ehemalige Kohlezeche in Sprockhövel. Das Bergwerk baute vom Anfang des 17. Jahrhunderts bis 1969 die im südlichen Ruhrgebiet ausstreichenden Kohleflöze der ältesten Schichten ab und zählt zu den ältesten Steinkohlenzechen im Ruhrgebiet überhaupt. Ihr Name leitet sich vom Hasen ab; im südlichen Ruhrgebiet war es durchaus üblich, die frühen Zechen nach Begriffen aus der Fauna zu benennen. In den Akten der Bergämter war die Schreibweise zunächst uneinheitlich, erst zum Ende des 18. Jahrhunderts etablierte sich der Name „Zeche Alte Haase“. Im 20. Jahrhundert besaß Alte Haase eine Abbaufläche von 47 Quadratkilometern und war damit eines der größten Bergwerke Deutschlands. Eine weitere Besonderheit der Zeche war ihre Schlagwetterfreiheit.

## Ursprung als Stollenzeche

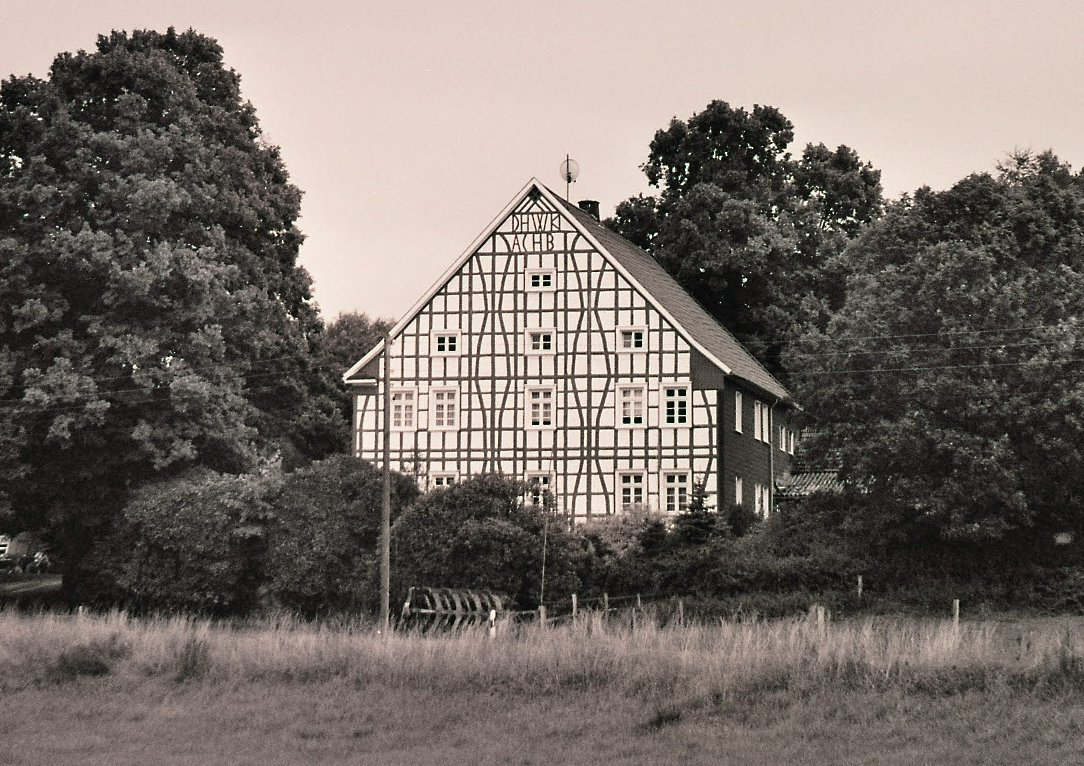
Der Bauernhof Waskönig im Paasbachtal. Auf diesem Hof lebte jahrhundertelang die Familie eines der Hauptgewerken von Alte Haase. In unmittelbarer Nähe setzte der erste Stollen der Zeche an.

Die Verleihung der Zeche datiert auf 1699, wobei schon Jahrhunderte zuvor im gleichen Grubenfeld der Bergbau auf Steinkohle umging. Das Bergwerk wurde vom 17. bis zum 19. Jahrhundert als Stollenzeche betrieben. In diesem Zeitraum wurde die Zeche als Kleinbetrieb je nach Konjunktur betrieben oder für längere Zeit stillgelegt. Abnehmer der Kohle waren in erster Linie die Schmieden im Bergischen Land. Die Spuren des ersten Kohlenabbaus von Alte Haase lassen sich noch heute durch Pingen und verbrochene Förderschächte in den Wäldern um Sprockhövel ausmachen.
1716 erfolgte eine Neuverleihung mit folgendem Inhalt:

„Nachdem die Erben Dietrich Krefting zum Doddebruch zu Sprockhoevel angezeiget, daß Sie zwar die Belehnung auf das Bergwerk hinter der Holter Eggen vormahlen erhalten, gleich solches den Berggeschworenen wissentlich bekannt, ito aber vermißet hätten, daßwegen und dessen anderer Ausfertigung auf gedachten Kohlberg, und selbigen auch, und wenn sich allda eine Nebenbank finden mögte, ins Osten und Westen zu Verarbeithen angehalten. So wird Ihrer sothaner Belehnung hiermit nochmahlen Nahmens Seiner Königl. Maj. in Preußen pp. dergestallt verliehen, daß Sie die Tiefe möglichst strecken, den Königlichen Zehnden und auch die Berggebühr abtragen, dagegen aber auch dan, gegen Jedermänniglich geschützt werden sollen.“

Um 1790 arbeiteten nach einem Anschnitt aus dem gleichen Zeitraum fünf Bergleute auf der Zeche. Sie förderten in diesem Jahr 890 Tonnen Kohle; ihr Jahresverdienst betrug für einen Hauer 100 Reichstaler, ein Obersteiger verdiente 150 bis 185 Reichstaler. Der Abbau der Kohle wurde von einer Strecke aus vorgenommen und beinhaltete zunächst die Ausarbeitung eines Schrames im Flöz, der mit einer Spitzhacke geöffnet wurde. Die Kohle des Hangenden brach dann von alleine herein, während im Liegenden noch mit Keilen nachgeholfen wurde. Einzig in der Geschicklichkeit des Hauers lag es, die Kohlen in besonders großen Stücken hereinzubrechen. Stückige Kohle war auf dem Brennstoffmarkt besonders gefragt, während die unverkäufliche Klarkohle in den Örtern verblieb. Die Schichtleistung lag bei etwa 4 Tonnen Kohle pro Hauer, ein Wert, der auf den Ruhrzechen heute noch üblich ist.
1802 wurde ein neuer Erbstollen angelegt, der die förderbaren Kohlevorräte vergrößerte. Der Erbstollen war notwendig geworden, da durch eine unvorhergesehene Verwerfung der Betrieb des Bergwerkes gefährdet war.
Am 17. Juni 1837 brach Wasser am Schacht Ringeltaube ein und die Grube soff ab. Alle Rettungsversuche schlugen fehl und zwei Jahre später geriet die Zeche in Konkurs. Das Konkursverzeichnis nannte folgende für eine kleine Stollenzeche typische Gegenstände, die versteigert wurden:
| - 18 Förderwagen - 5 Fördertonnen - 3 Laufwagen - 645 Lachter Grubenseil - 2 Messscheffel - 11 Haspel - 29 Keilhauen - 14 Schaufeln | - 8 Fäustel - 6 Fimmel - 7 Meißel - 4 Äxte - 1 Thermometer - 2 Grubenlampen - diverse Werkzeuge - 1 Kaue mit Schlüssel und Schloss |

1839 wurden sämtliche Schächte der Zeche verfüllt.

## Neubeginn und Betrieb als Tiefbauzeche

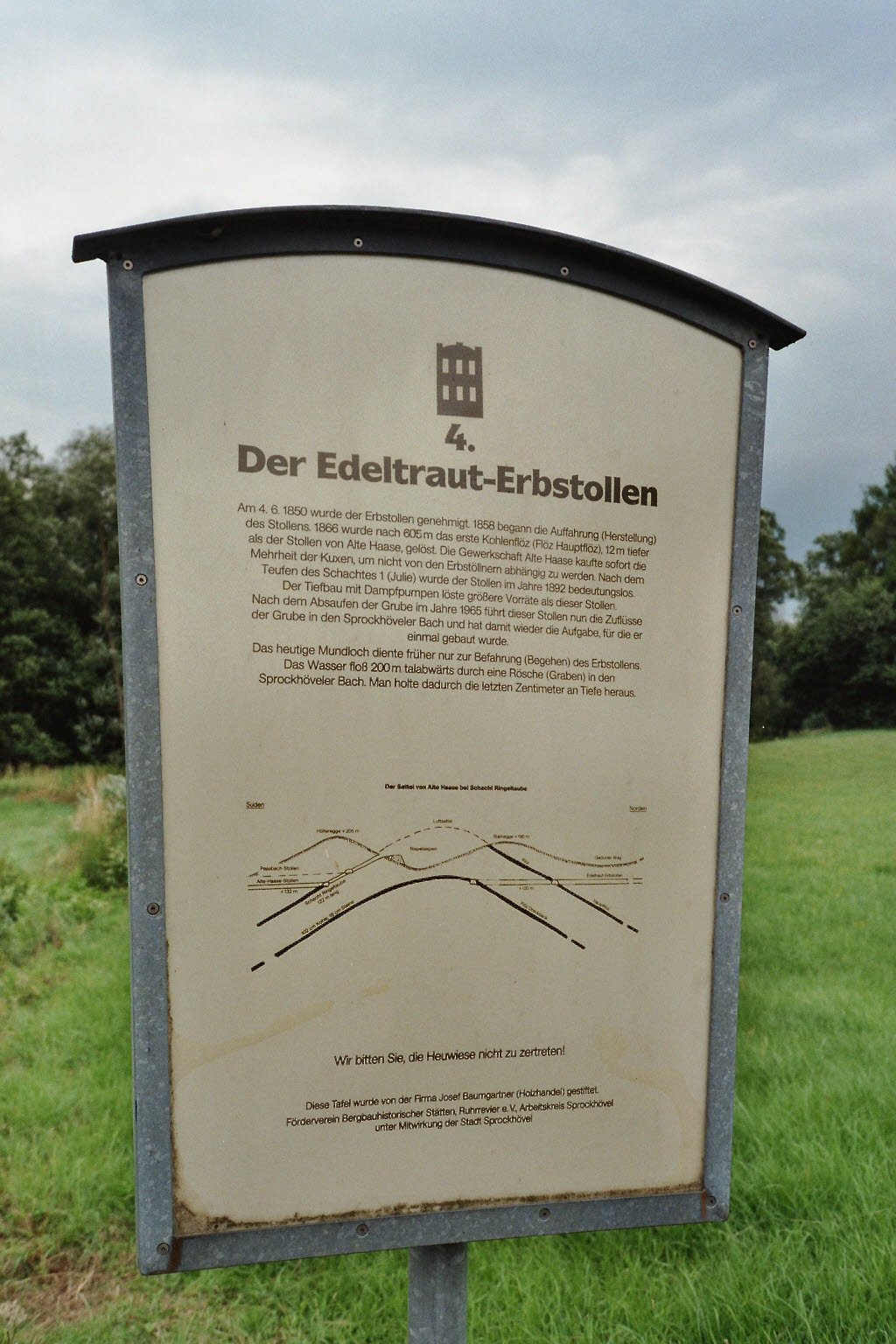
Texttafel zum Edeltraud-Erbstollen

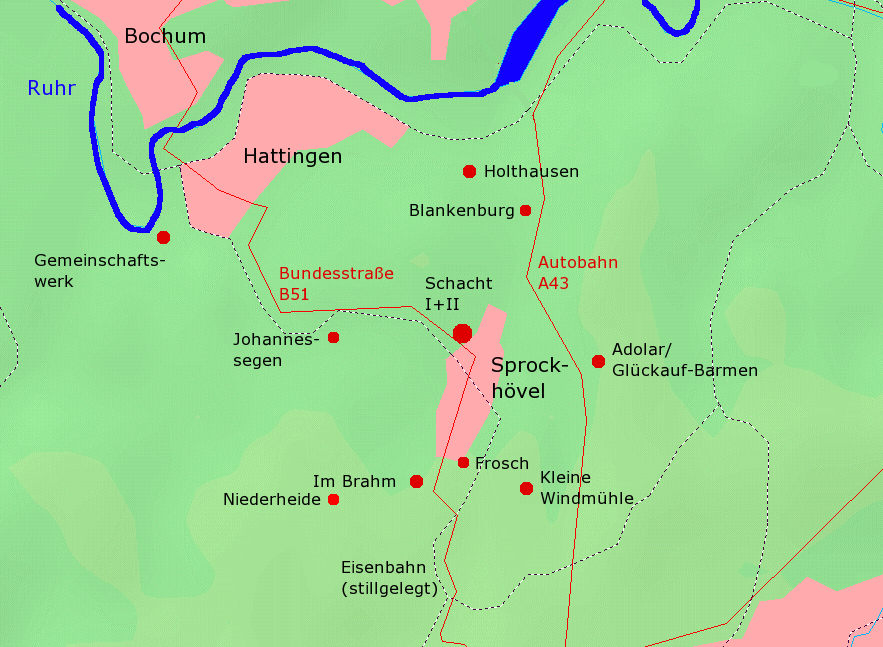
Karte der Anlagen der Zeche Alte Haase

Ab 1858 wurde ein neuer, der Edeltraud-Erbstollen, in Richtung der letzten Schächte von Alte Haase aufgefahren und die abgebauten Kohlen konnten ab 1883 auf dem Bahnhof von Sprockhövel der Bahnstrecke Hattingen–Wuppertal verladen werden. Auf der Zeche wurde die wirtschaftlichere neue Methode des streichenden Pfeilerbaus eingeführt. Hierbei wurden von einem Bremsberg aus parallel Abbaustrecken (Örter) von etwa 60 Meter Länge streichend in das Flöz vorgetrieben. Die zwischen den Örtern stehengebliebenen Kohlepfeiler wurden nach dem Erreichen der Abbaugrenze in Richtung der Fußstrecke abgebaut, wobei der gesamten Bereich gezielt zu Bruch ging. Als die Kohlevorräte oberhalb der Erbstollensohle abgebaut waren, wurden sogenannte Unterwerke angesetzt und unterhalb des Erbstollens abgebaut. Diese Form des Bergbaus auf Steinkohle birgt zwar erhebliche Risiken hinsichtlich der Wetterführung und der Wasserhaltung, wurde aber von den Bergbehörden geduldet. Das Wasser wurde mit Handpumpen aus dem Unterwerk geschöpft. Auf diese Weise konnte der Übergang zum teuren Tiefbau um einige Jahre verzögert werden.
Den Beginn des Tiefbaus markiert die Anschaffung einer Dampfmaschine 1875, die das in der Grube anfallende Grundwasser mit einer Kolbenpumpe zunächst etwa 20 m hoch in den Edeltraud-Erbstollen förderte. 1883 wurde der Hauptförderschacht mit dem Namen Julie 85 m tief geteuft. Er erhielt 1897 den letzten Malakow-Turm Deutschlands. Benannt wurde der Schacht nach Julie Dothbruch, der Ehefrau des Hauptgewerken der Zeche und einer Nachfahrin von Dietrich Krefting zum Doddebruch, der bereits 1716 die erste Mutung auf Alte Haase einlegte. 1889 förderten 112 Bergleute 27.894 Tonnen Steinkohle, 1904 waren es bereits 414 Bergleute und die Förderleistung überschritt die 100.000 Tonnen-Grenze. Die Kohle war anthrazitähnlich und wegen ihrer Raucharmut vor allem als Hausbrand begehrt. Das ehemals wichtigste Flöz der Zeche war das sogenannte Hauptflöz mit einer Mächtigkeit von knapp einem Meter im Bereich der ehemaligen Hauptschächte I/II, wo es sogar an der Tagesoberfläche in einer einseitig offenen Mulde ausstreicht. Daneben wurden noch die Flöze Nebenbank, welches nach Einheitsbezeichnung (EB) dem Flöz Wasserbank entspricht und das Flöz Wasserbank (Dreckbank nach EB) abgebaut. Teilweise war sogar das sehr reine, geringmächtige Neuflöz abbauwürdig. So wurde aus verkaufstechnischen Gründen der Name Dreckbank vermieden.
Die Eigentumsverhältnisse änderten sich ebenfalls beim Übergang zum Tiefbau. Wurde der Stollenbergbau noch von den in Sprockhövel ansässigen Landwirten im Nebenerwerb betrieben, so musste das für den Tiefbau notwendige Kapital von auswärtigen Gesellschaften aufgebracht werden. Jedoch findet sich der Name Dothbruch immer noch in den Protokollen der Eigentümerversammlung. 1919 war der Vorgang der Eigentumsübertragung abgeschlossen; Alte Haase befand sich zu 100 % im Besitz der Gewerkschaft Lothringen, einem Kohlenkonzern aus dem nördlichen Ruhrgebiet. Die technische Betriebsleitung blieb dagegen bis Mitte der zwanziger Jahre in den Händen einheimischer Steiger.
1907 wurde auf Alte Haase eine außergewöhnlich technische Lösung für ein altes Problem des Bergbaus erarbeitet. Der Tiefbau förderte mittlerweile von der dritten Sohle und das zugehörige Unterwerk war angesetzt worden. Beim Weiterteufen zur vierten Sohle wurde vom Unterwerk ein Querschlag bis unter den zu vertiefenden Schacht aufgefahren und von dort aus mit dem senkrechten Hochbrechen begonnen. Gleichzeitig wurde der Schacht vertieft. Der Durchschlag im Gegenortvortrieb erfolgte am 28. Juli und passte zentimetergenau. Ermöglicht wurde diese Leistung durch eine präzise untertägige Vermessung des verantwortlichen Markscheiders, wobei nur die damaligen und vergleichsweise einfachen Messinstrumente wie Kompass, Maßband und Theodolit zum Einsatz kamen. Ein Verfehlen des berechneten Ansatzpunktes für das Hochbrechen hätte erhebliche Folgen nach sich gezogen, da der zu vertiefende Schacht keinerlei Abweichungen von der Senkrechten aufweisen durfte.
1924 wurde der saigere Schacht II 344 Meter tief abgeteuft. Dieser Schacht besaß dabei einen Durchmesser von 4,40 Metern. Er wurde mit einer Dampfmaschine ausgestattet, die eine Leistung von 1.800 Kilowatt besaß. Die Maschine war in der Lage, einen Förderkorb mit 8 Förderwagen zu je 0,9 Kubikmeter Inhalt in drei Minuten zu Tage zu fördern.
Wegen Absatzschwierigkeiten wurde die Zeche am 19. September 1925 geschlossen. Mitverantwortlich für diesen Konkurs war die Politik des Rheinisch-Westfälischen Kohlen-Syndikates, das die Förderquoten einer jeden Zeche festlegte und somit den großen Bergwerken im nördlichen Ruhrgebiet den Anreiz bot, die kleineren Anlagen aufzukaufen und die freiwerdende Fördermenge im eigenen Revier zu nutzen. Die betroffenen Anlagen wurden nach der Übertragung ihrer Quote stillgelegt.
Die von der Arbeitslosigkeit betroffenen Bergarbeiter von Alte Haase betrieben die Zeche daraufhin neun Monate lang in Eigenregie, bis am 1. Mai 1926 mit dem von der VEW neu errichten Kohlekraftwerk bei Hattingen ein Kaufvertrag für das gesamte Bergwerk ausgehandelt werden konnte. In diesem Zusammenhang wurde eine Materialseilbahn für den Kohletransport zum 8 km entfernten an der Ruhr gelegenen Kraftwerk errichtet. 1927 förderten 1700 Bergleute auf Alte Haase schon wieder 363.200 Tonnen Steinkohle, die überwiegend in dem Gemeinschaftswerk genannten Kohlekraftwerk verfeuert wurden. Daneben wurden Brikettpressen errichtet, mit denen die Kohle für den Hausbrand aufbereitet wurden. Die mit den unverkäuflichen Kohleresten, Kohleschlamm und Mittelgut betriebenen eigenen Dampfkessel für den Eigenbedarf waren großzügig dimensioniert; so dass 1930 mit dem eigenen Kraftwerk 10 Millionen Kilowattstunden elektrischer Strom ins öffentliche Stromnetz abgegeben werden konnten. Der Höchststand der Förderung wurde 1937 mit 382.600 Tonnen Steinkohle erreicht, von denen 64.000 Tonnen zu Briketts weiter verarbeitet wurden.
Nach dem Zweiten Weltkrieg wurde das Unternehmen konsequent modernisiert, indem beispielsweise der Abbau durch den Einsatz von Kohlenhobeln mechanisiert wurde. Wegen der ungünstigen Lagerung der Kohlevorräte musste der Abbaubetrieb immer mehr in die Fläche gehen und dadurch wurden die abzupumpenden Wasserzuflüsse bis zu 30-mal größer als die geförderte Menge Kohle. Die Zeche versuchte durch Einfassen der oberirdischen Bäche in Betonrohre das Problem zu lösen. Hinzu kam mit 3 Kubikmetern förderbarer Kohle pro Quadratmeter Erdoberfläche eine geringe nutzbare Kohlenmenge zum Tragen, zum Vergleich besaßen die nördlichen Ruhrzechen bis zu 50 Kubikmeter förderbarer Kohle pro Quadratmeter Erdoberfläche. Somit standen den nördlichen Ruhrzechen eine Kohleschicht von 50 Metern Dicke zur Verfügung, bei Alte Haase waren es nur maximal 3 Meter. Letztendlich mussten 45 Kilometer lange Querschläge und Strecken aufgefahren und unterhalten werden, um die hereingewonnene Kohle zum Hauptförderschacht zu transportieren. Wegen der langen Anfahrtswege untertage verkürzte sich die Schicht der Bergleute auf teilweise unter 4,5 Stunden.
In diesem Zusammenhang wurden die Berechtsame der umgebenden Zechen zur Vergrößerung der abbaubaren Kohlevorräte aufgekauft, so dass Alte Haase Anteilseigner am bereits 200 Jahre lang in Betrieb befindlichen Schlebuscher Erbstollen wurde. Um den unterirdischen Transport der Kohle zum Hauptförderschacht zu verkürzen, wurden verstärkt Außenanlagen errichtet und die gewonnene Kohle per LKW abtransportiert. Trotz dieser Maßnahme ließ sich die Stilllegung der Zeche nicht mehr verhindern, die am 30. April 1969 erfolgte. Im Zeitraum zuvor waren massive Bergschäden im Bereich des Schachtes Buchholz aufgetreten, die das Ende des Unternehmens beschleunigten. Etwa 1000 Bergleute konnten auf den Zechen nördlich der Ruhr übernommen werden. Zuvor war Zeche Alte Haase noch Gründungsmitglied der Ruhrkohle AG, die Beteiligungsziffer an dieser Aktiengesellschaft betrug 0,22 %. Zum Zeitpunkt der Stilllegung galten die wirtschaftlich abbaubaren Kohlevorräte als weitestgehend erschöpft.

## Heute noch erkennbare Überreste des Bergbaus
Die übertägigen Teile der Zeche im Bereich von Schacht I/II sind heute Bestandteil der Route der Industriekultur im Ruhrgebiet. Der gesamte Komplex wurde zwischenzeitlich von anderen Unternehmen genutzt, nach deren Konkurs war er eine Zeit lang durch Verfall und Herrenlosigkeit geprägt. Inzwischen wird zumindest das ehemalige Verwaltungsgebäude wieder als Büro genutzt. Sämtliche Schächte von Alte Haase wurden den Vorgaben des Bergrechtes folgend nach der Stilllegung verfüllt, die Grubenbaue sind daher nicht mehr zugänglich. Dagegen erinnern die immer noch sichtbaren Mundlöcher der Erbstollen und verschiedene Halden in der Gegend von Sprockhövel an die Zeche. In manchen Fällen sind Mundlöcher verschüttet. Sie verraten sich durch die rote Farbe des Wassers, das sich aus ihnen in die Bäche der Umgebung ergießt. Die rote Farbe stammt von den im Wasser gelösten Eisenverbindungen, die beim Kontakt mit der Luft aus dem Wasser ausfallen. Ansonsten erschließen insgesamt fünf thematisch gegliederte Wanderwege mit Schautafeln den ältesten Steinkohlebergbau an der Ruhr. Sehenswert ist die Sammlung des Heimat- und Geschichtsvereins in der Heimatstube von Sprockhövel, wo unter anderem ein Modell der Zeche sowie archäologische Fundstücke aus dem jahrhundertelang in der Gegend umgehenden Bergbau gezeigt werden.

## Angeschlossene Zechen und Grubenfelder
Alte Haase konnte sich nicht wie die Bergwerke weiter im Norden in die Teufe ausdehnen, sondern musste sich durch Zukauf weiterer Zechen abbaubare Kohlenvorräte verschaffen. Im Nachfolgenden werden einige Anlagen genannt, die zuvor selbstständig Bergbau betrieben und deren Berechtsame von Alte Haase aufgekauft wurden.

### Zeche Vereinigte Blankenburg

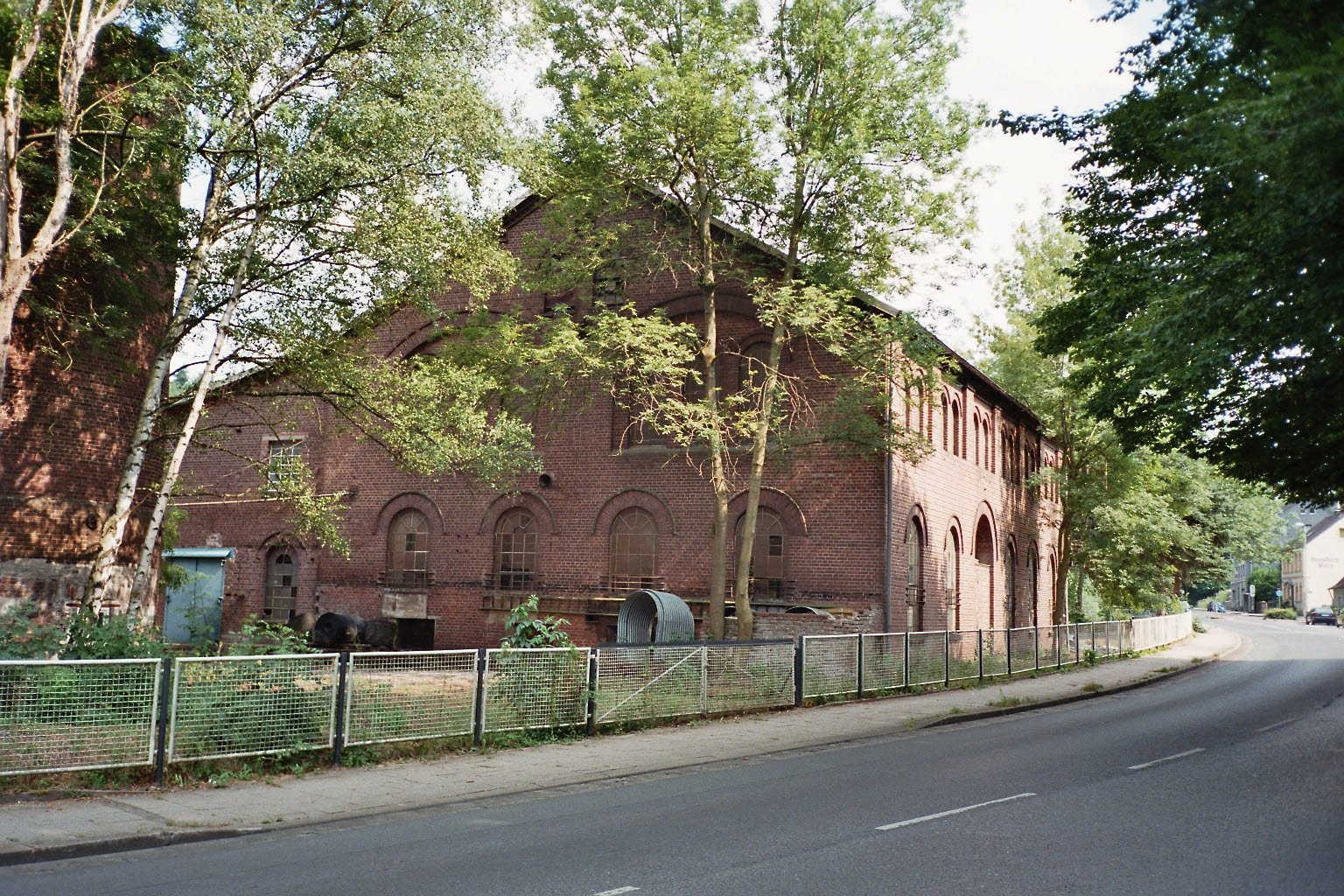
Maschinenhaus der Zeche Blankenburg

Die Zeche Blankenburg befand sich im Wittener Stadtteil Buchholz im Hammertal. Das Bergwerk geht auf einen Zusammenschluss verschiedener Kleinzechen zurück, die sich 1865 zunächst unter dem Namen Vereinigte Geschwind zusammenschlossen. Einer der Vorgängerbetriebe hat bereits 1855 den Tiefbau aufgenommen und 1861 eine Pferdebahn zur damals noch schiffbaren Ruhr erstellt. Ab 1875 nahm die Zeche den endgültigen Namen Blankenburg an, die Pferdebahn wurde 1882 in eine normalspurige Eisenbahn umgebaut, die parallel zur Kleinbahn Bossel–Blankenstein verlief. Die hereingewonnene Kohle wurde in erster Linie zu Briketts weiterverarbeitet. Die Förderung wuchs stetig und erreichte 1910 die Marke von 134.000 Tonnen. Diese Leistung wurde von 560 Mitarbeitern erbracht. 1925 geriet die Anlage in die erste Kohlekrise und wurde stillgelegt. Von der Zeche sind noch das Maschinenhaus und für das Ruhrgebiet einzigartig ein Wetterkamin übrig geblieben. Dieser Kamin ist aufgrund seines Ziegelbaus weltweit fast einmalig, lediglich aus Spanien ist die Existenz eines weiteren Kamins dieser Art bekannt.

### Zeche Adolar/Zeche Glückauf Barmen
Das nach mehreren Konsolidationen Glückauf Barmen genannte Bergwerk nahm erst 1910 im Hammertal den Betrieb auf, nachdem geologische Untersuchungen auf dem Grubenfeld ein mögliches Fördervolumen von 3 Millionen Tonnen Kohle wahrscheinlich erscheinen ließen. Die Zeche hatte von Anfang an einen Gleisanschluss an die Kleinbahn Bossel–Blankenstein, so dass der Absatz der geförderten Kohle gesichert war. Bis Ende 1910 wurde ein Schacht von 137 Meter Teufe niedergebracht und über Tage ein neues Bergwerk errichtet, dass für 600 Bergleute ausreichend war. Zu den übertägigen Anlagen gehörten Kauen, Werkstätten, Verladeeinrichtungen und Verwaltungsgebäude. Gleichzeitig wurde ein Kraftwerk für die Stromerzeugung errichtet. 1911 förderten 411 Bergleute 100.000 Tonnen Steinkohle. Wegen unvorhersehbarer geologischer Störungen musste die Anlage jedoch am 1. August 1924 stillgelegt werden.
Von der Zeche sind heute noch die Verwaltungsgebäude und die Reste der Verladerampe am Gleisanschluss erhalten. Die Gebäude befinden sich in einiger Entfernung östlich von der Bundesautobahn 43 bei Sprockhövel und fallen durch ihre ausgeprägte Fachwerkbauweise auf.

### Zeche Frosch
Die erste Mutung und anschließenden Verleihung der in Sprockhövel-Bossel gelegenen Zeche Frosch datiert auf das Jahr 1650.
Die Besitzer des Hofs Diefhausen, seit 1486 einer der höchstbesteuerten Höfe in Sprockhövel, mehrten jahrelang mit den Kohlenfunden auf dem Grundbesitz den Wohlstand der Familie. 1650 erhielt der Hofbesitzer Jürgen Deifhaus mit der Mutung durch den Bergdirektor und Rittmeister Alexander Achilles die offizielle Genehmigung zur Schürfung des Flöz „Deifhauser Bank“ (Teil des Flözes „Mausegatt“). Zusammen mit der Mutung wurden die Abgabepflichten an den Kurfürsten von Brandenburg festgelegt. Die 1739 von Peter Diefhaus, Johann Matthias Spennemann und Heinrich Rudolf Spennemann genannt Obergethmann (Alle Besitzer des Hofs Diefhausen oder von diesem abstammend) gegründete Gewerkschaft Frosch ging aus der früheren Abbaustätte „Deifhauser Bank“ hervor.
1784 befuhr Freiherr vom Stein die Zeche. Sein Befahrungsbericht lautet:

„Actum auf der Zeche Frosch, den 14. Juli 1784

Dieses Flötz, welches eine Mulde macht, die gegen alle 4 Weltgegenden ausgehet, ist mit einem oberen Stollen abgebauet, und darauf ein tieferes unter dem Namen Diefhauser Erbstollen angesetztet, welcher ca. 500 Lachter lang und mit dem Flötze durchschlägig ist, dessen Mulde da, wo man solches mit dem Flötze erreicht hat, in der Firste angetroffen worden. Es wird also dieses Flötz, welches das untere von den 4 Zechen Frosch, Fuchs, Luchs und Knapbank ist, mit dem tiefen Diefhauser Erbstollen gänzlich gelöset… Auf dem Nordflügel stehet ein Schacht, mit welchem das Flötz erst durchsunken, und dan auch darauf in mehrerer Teufe ein Querschlag getrieben worden… von dem Durchchlag dieses Querschlag in die Bank sind 2 Örter, nemlich gegen Westen und Osten abgebauet und jedes mit ein 1 Hauer und 2 Schlepper belegt, welche 30 Ringel zur Schicht rausthun.

Auf dem Südflügel des Flötzes, welcher mehr stehet, (steiler ist), wird gegenwärtig auch ein Schacht abgeteuft und soll bis in die Mulde niedergebracht werden, weil diese aber nicht regelmäßig gebildet ist, sondern sich einmahl platt legt und demnächst wieder stürzet, so muß der Schacht da, wo die starke Donlage angeht, die Bank verlassen und durchs liegende niedergebracht werden, um die Förderung nicht zu verderben. Zu diesem Schacht kan dan auch füglich die Förderung vom denjenigen Theile des Nordflügels geschehen, welcher unter dem schon berührten Querschlage liegt. Die Kohlen vom Südflügel sollen weich seyn, und daher nur im Winter abgehen können, wenn viele Kohlen gesuchet werden.“

Im Jahre 1796 wurden von 6 Bergleuten 130 Tonnen Kohle gefördert. Von 1813 datiert das Grubenbild der Zeche als ältestes erhaltenes des Ruhrbergbaus. In der Besonderheit stellt sich die Lagerung der Kohle im Bereich der Zeche als eine wannenartige Mulde dar, so dass die Kohlenflöze nicht in einer Linie ausstreichen, sondern der Form des überlagernden Hügels folgend, eine langgestreckte Ellipse darstellen. Ein dort für den Abbau angesetzter Stollen wird aus diesem Grunde das gleiche Flöz mehrfach antreffen, somit ergab sich in diesem Bereich über Jahrhunderte ein besonders wirtschaftlicher Abbau der Kohle. 1830 wurde die Zeche nach dem Erschöpfen der Vorräte stillgelegt. Um 1900 kam es auf dem Grubenfeld der Zeche Frosch zu einem Neubeginn unter dem Namen Zeche Sprockhövel. Obwohl die Neugründung kurzfristig zum Tiefbau überging, musste die Anlage schon 1904 wieder geschlossen werden; die Bergleute wurden von der Zeche Blankenburg übernommen.
Über Tage ist von der Zeche Frosch außer ihren Halden und Pingen im Wäldchen oberhalb der Straßen „Mausegatt“ und „Am Breloh“ nichts mehr zu erkennen, lediglich der die Mulde entwässernde Erbstollen ist nach wie vor in Betrieb.

### Zeche Johannessegen

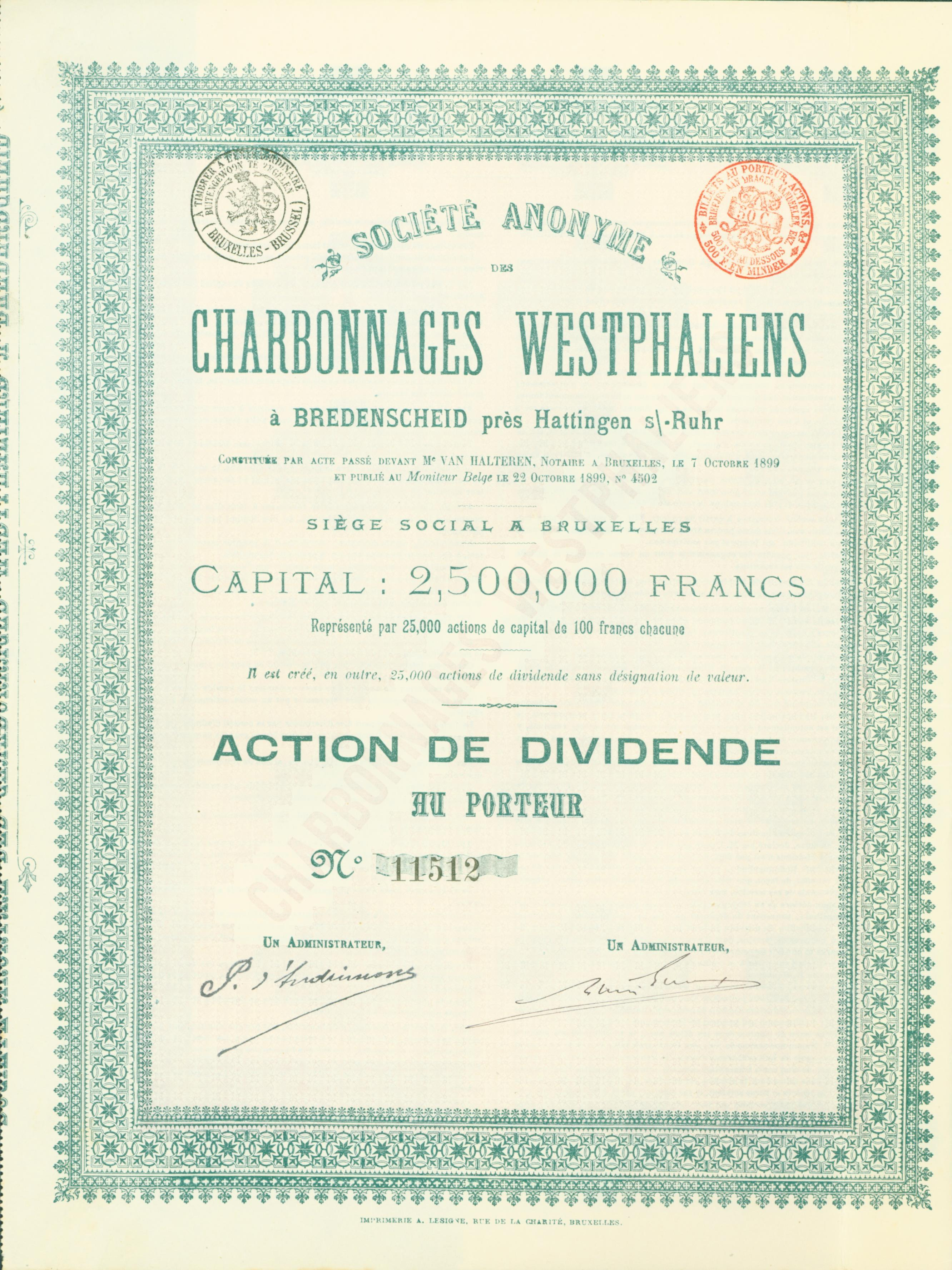
Aktie der S. A. des Charbonnages Westpfaliens vom 22. Oktober 1899

Die Zeche Johannessegen gründete sich am Ende des 19. Jahrhunderts aus diversen Vorgängerbetrieben im Hattinger Ortsteil Bredenscheid. Die Zeche besaß seit 1888 am Bahnhof von Bredenscheid einen noch heute erkennbaren Gleisanschluss, mit dem die geförderten Kohlen abtransportiert werden konnten. 1899 wurde das gesamte Unternehmen von den in Belgien beheimateten Westfälische Kohlenwerke AG (S.A. des Charbonnages Westphaliens) aufgekauft. Kurze Zeit später wurde die Anlage von Alte Haase übernommen.
Als Besonderheit besaß Johannessegen eine eigene Ziegelei, die mit den geförderten Kohlen betrieben wurde. Im Jahre 1910 wurden von 560 Bergleuten 134.000 Tonnen Steinkohle gefördert, die im Wesentlichen zu Briketts verarbeitet wurden. 1925 geriet die Zeche in den Stilllegungsstrudel und beendete ihre wirtschaftliche Tätigkeit. Von der Anlage sind keinerlei Reste erhalten, auf dem Gelände befinden sich heute diverse Kleinbetriebe und eine Müllkippe des Ennepe-Ruhr-Kreises.

### Zeche Kleine Windmühle

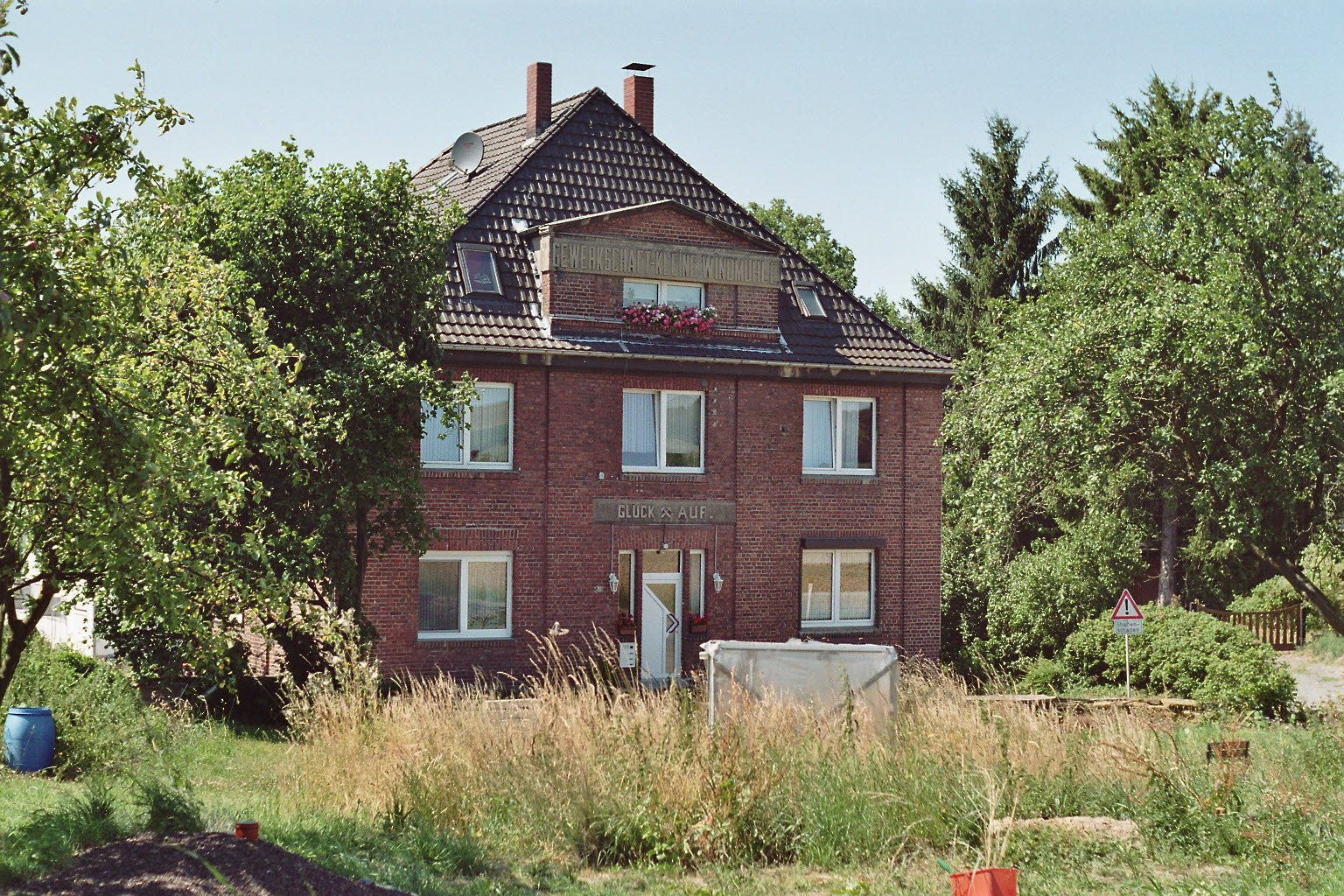
Verwaltungsgebäude der Zeche Kleine Windmühle

Die in Obersprockhövel liegende Zeche Kleine Windmühle kam erst 1919 in Betrieb und besaß zwei Schächte, davon ein tonnlägiger Hauptförderschacht. Das Grubenwasser der Zeche floss immer noch durch den Schlebuscher Erbstollen ab, durch den auch die Bewetterung der Zeche erfolgte. Durch diesen Umstand konnte das Bergwerk je nach Kohlenachfrage betrieben werden. Kleine Windmühle besaß einen Gleisanschluss zur Kleinbahn Bossel–Blankenstein, die direkt am Zechengelände vorbeiführte. Die Anlage wurde 1926 von Alte Haase übernommen, die Vorbesitzerin waren die Vereinigte Glanzstoffwerke in Wuppertal-Elberfeld.
Erhalten ist von der Zeche das zu einem Wohnhaus umgebaute Verwaltungsgebäude mit den markanten Aufschriften „GLÜCK AUF!“ über dem Haupteingang und „GEWERKSCHAFT KLEINE WINDMÜHLE“ am Giebel.

## Zuletzt betriebene Schachtanlagen

### Schacht I/II in Niedersprockhövel

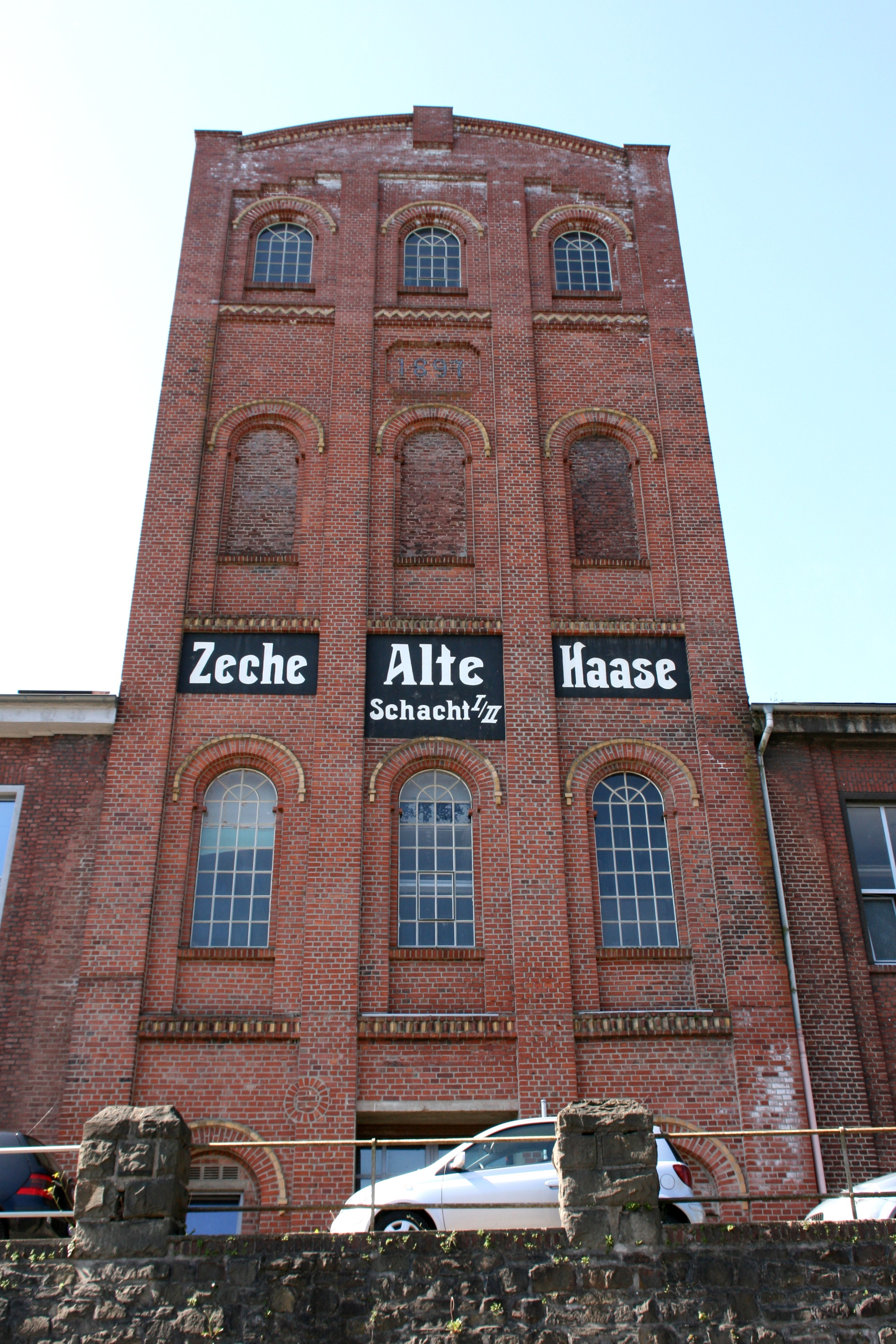
Malakow-Turm der Zeche Alte Haase auf Schacht I/II

Die Anlage von Schacht I/II präsentiert sich als 200 Meter langer Gebäudekomplex direkt an der Straße von Sprockhövel nach Hattingen, wobei der erst 1897 errichtete Malakow-Turm die zweistöckige Gebäudeflucht in symmetrische Hälften teilt. Das Gelände verfiel seit der Stilllegung der Zeche zusehends, bevor in den neunziger Jahren der Förderturm grundlegend restauriert wurde. Dennoch ist wegen des Fehlens eines industriellen Nutzers die Zukunft des Geländes völlig offen, da die nach der Stilllegung dort angesiedelten Firmen mittlerweile nicht mehr existieren. Die angekündigte Renovierung und Umnutzung der Gebäudeflügel zu Wohn- und Kleingewerbezwecken ist mit einigen Ausnahmen bisher nicht erfolgt.
Das Gelände ist zur Verhütung von Vandalismus abgeschlossen, daher ist eine Innenbesichtigung nicht möglich. Unterhalb von Schacht I/II befindet sich jedoch eine öffentliche Parkanlage, in deren Bereich Exponate des Sprockhöveler Bergbaus ausgestellt sind. Die Anlage ist frei zugänglich.

### Außenschacht „Im Brahm“ in Sprockhövel-Bossel
Die Außenschachtanlage „Im Brahm“ entstand 1952 und diente im Wesentlichen der Seilfahrt, der Wetterführung sowie dem Materialtransport. Ausgestattet war die Anlage mit einem Schacht mit einer Teufe von 350 Metern bis zur vierten Sohle und einer Waschkaue. Durch diese Maßnahme konnte der produktive Aufenthalt der Bergleute im Bergwerk verlängert werden, da sich die Anfahrtswege verkürzten. Abgebaut wurde vor vier Örtern. Eine Förderung erfolgte an dieser Stelle nicht, somit musste die gewonnene Kohle immer noch untertägig zum Hauptschacht von Zeche Alte Haase transportiert werden. Von den übertägigen Anlagen ist noch die zu einem Wohnhaus umgebaute Kaue vorhanden.

### Außenschachtanlage „Buchholz“ in Hattingen-Holthausen
Die Schachtanlage Buchholz war die modernste der Zeche Alte Haase. Sie ging 1965 in Betrieb und repräsentierte den damaligen Stand der Technik des Steinkohlebergbaus. Die Kohle wurde hydraulisch gewonnen und mit Förderbändern zu Tage gefördert.
Von der Anlage ist das übertägige Gelände an der Straße von Blankenstein nach Sprockhövel noch erhalten, jedoch abgesperrt und daher nicht zugänglich.

### Außenschachtanlage „Niederheide“ in Hattingen-Oberstüter

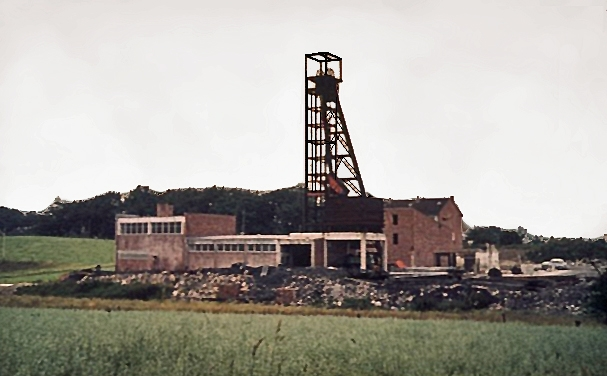
Schachtanlage „Niederheide“

Die Außenschachtanlage Niederheide befand sich sehr weit im Süden des Bergwerksbesitzes von Zeche Alte Haase an der Grenze zur Elfringhauser Schweiz und wurde 1963 abgeteuft. Bemerkenswert an der Anlage ist die heute noch vorhandene Zechensiedlung, in der die auf dem Schacht tätigen Steiger wohnten. Etwas weiter entfernt befinden sich weitere Häuser mit je vier Wohnungen für einfache Bergleute. Diese Siedlung ist somit die südlichste ihrer Art im Ruhrgebiet.
Der Abbau auf dieser Schachtanlage zog sich außerordentlich dicht unter die Tagesoberfläche, so dass hier auf eine Kopfstrecke verzichtet wurde. Stattdessen wurde mit einer Planierraupe auf den landwirtschaftlich genutzten Flächen der Mutterboden beiseitegeräumt, bis das mit 60 Grad einfallende Flöz zu Tage trat. Von der Oberfläche aus führte bis zur ersten Sohle ein Aufhauen, von dem aus die Örter zu Felde getrieben wurden. Der beim Abbau entstehende Hohlraum wurde von einem LKW aus mit Versatzmaterial aufgefüllt, um Bergschäden zu verhüten. Die abgebaute Kohle rutschte auf dem Versatzmaterial herunter bis zur ersten Sohle, wo sie in Hunten verladen und zum Schacht transportiert wurde. An der Tagesoberfläche waren besondere Maßnahmen notwendig, um einen Einsturz der Grubenbaue zu verhindern. Hierbei handelte es sich im Wesentlichen um einen Ausbau des Hangenden, da an dieser Stelle der stützende Gebirgsdruck fehlte.

## Nachkriegszechen
In der Zeit des Kleinbergbaus nach dem Zweiten Weltkrieg entstanden überall wieder kleine Bergwerke, bei denen die ehemaligen Bergleute ihre Ortskenntnisse nutzten und in oberflächennahen Bereichen nach Kohle gruben. Mit einfachen Schächten, sogenannten „Abhauen“ wurden die Restbestände in den alten Kohlenfeldern erschlossen.
Es gab auch offiziell angemeldete Betriebe. Im Bereich der Zeche Alte Haase waren das beispielsweise die Kleinzechen Molly, Sirrenberg und Lange. Im Gegensatz zu den vielen nicht angemeldeten Kohlengräbereien, wurde hier offiziell ein Teil des Grubenfeldes gepachtet. Das Bergamt erteilte die Erlaubnis nebst Auflagen und es wurde ein Förderabhauen aufgefahren. Vielerorts ging der Abbau über die Erlaubnis hinaus.
Heute findet man an diesen Stellen meist nur noch eine Bodenkippe, da die Flächen anschließend gemäß den Auflagen einplaniert wurden. Wo dies aus Geldmangel nicht geschah, sind noch ein paar Schachtpingen zu sehen, aus denen Eisenteile ragen. Ein weiteres Überbleibsel sind die immer wieder entstehenden Tagesbrüche.

## Kartenmaterial
- Die Spur der Kohle, herausgegeben vom Förderverein Bergbauhistorischer Stätten Ruhrrevier e. V. Arbeitskreis Sprockhövel
  - Der Alte-Haase-Weg (Nord) und (Süd)
  - Pleßbachweg
  - Herzkämper-Mulde-Weg
  - Deutschlandweg
  - Montanweg
- Topografische Karte Nummer 4609 Hattingen Maßstab 1:25.000, herausgegeben vom Landesvermessungsamt NRW 1999